# Crosswinds
Crosswinds es el segundo álbum de estudio en solitario del baterista estadounidense Billy Cobham. Fue publicado en abril de 1974 por el sello discográfico Atlantic Records.

## Grabación y producción
Coproducido junto con Ken Scott, Crosswinds se grabó en Electric Lady Studios, en Nueva York, por Scott. La remezcla de Crosswinds se llevó a cabo en Trident Studios, en Londres, Inglaterra.

## Recepción de la crítica
Un escritor no especificado de la revista Cash Box escribió: “La capacidad de Cobham para hacer flotar texturas y estados de ánimo es la marca registrada del álbum, en el que el artista también explora una variedad de efectos especiales en su batería, particularmente durante partes de la suite «Spanish Moss—A Sound Portrait» compuesta por cuatro movimientos que duran poco más de 17 minutos. La interpretación de Billy nunca pierde su maravillosa calidad y el LP tampoco”. Un escritor no especificado de Record World escribió: “El ex baterista de Mahavishnu hace un solo por segunda vez, entrelazando exuberantemente sonidos de jazz y rock progresivo en un patrón intrincadamente delicado”. Un escritor no especificado de Billboard describió Crosswinds como “un proyecto conceptual que invoca apertura, amplitud y mucha belleza”.

## Lista de canciones
Todas las canciones escritas y compuestas por Billy Cobham. 
| Lado uno | |                           |  |
| N.º      | Título                                                                                                  | Duración                  |  |
| 1.       | «Spanish Moss—“A Sound Portrait” a. «Spanish Moss» b. «Savannah the Serene» c. «Storm» d. «Flash Flood» | 17:08 4:08 5:09 2:46 5:05 |  |

| Lado dos |                         |          |  |
| N.º      | Título                  | Duración |  |
| 1.       | «The Pleasant Pheasant» | 5:11     |  |
| 2.       | «Heather»               | 8:25     |  |
| 3.       | «Crosswind»             | 3:39     |  |

## Créditos y personal
Créditos adaptados desde las notas de álbum de Crosswinds.
Músicos
- Billy Cobham – percusión
- Garnett Brown – trombón
- George Duke – teclados
- John Abercrombie – guitarra en todas las canciones excepto «Savannah the Serene» y «Storm», guitarra acústica en «Savannah the Serene» y «Storm»
- Michael Brecker – instrumento de viento-madera en todas las canciones excepto «Savannah the Serene» y «Storm»
- Randy Brecker – trompeta en todas las canciones excepto «Savannah the Serene» y «Storm»
- Lee Pastora – percusión latina en todas las canciones excepto «Savannah the Serene» y «Storm»
- John Williams – bajo acústico en todas las canciones, bajo eléctrico en todas las canciones excepto «Savannah the Serene» y «Storm»

Personal técnico
- Billy Cobham – productor, arreglos, orquestación, fotografía (portada)
- Ken Scott – productor, ingeniero de audio, mezclas
- Armen Kachaturian – fotografía (contraportada)
- Basil Pao – diseño
- Bob Defrin – director artístico

## Posicionamiento

### Gráfica semanal
| Gráfica (1974)                              | Pico de posición |
| ------------------------------------------- | ---------------- |
| Estados Unidos (Billboard Top LP's & Tape)  | 23               |
| Estados Unidos (Billboard Jazz LP's)        | 2                |
| Estados Unidos (Billboard Soul LP's)        | 19               |
| Estados Unidos (Record World Album Chart)   | 26               |
| Estados Unidos (Record World Jazz LP Chart) | 1                |
| Estados Unidos (Record World R&B LP Chart)  | 14               |

### Gráfica de fin de año
| Gráfica (1974)                       | Pico de posición |
| ------------------------------------ | ---------------- |
| Estados Unidos (Billboard Jazz LP's) | 17               |